# 2706 Borovský
2706 Borovský eller 1980 VW är en asteroid i huvudbältet som upptäcktes den 11 november 1980 av den tjeckiske astronomen Zdeňka Vávrová vid Kleť-observatoriet. Den är uppkallad efter den tjeckiske poeten Karel Havlíček Borovský.
Asteroiden har en diameter på ungefär 14 kilometer och den tillhör asteroidgruppen Eos.